# Paul Ludwig Troost

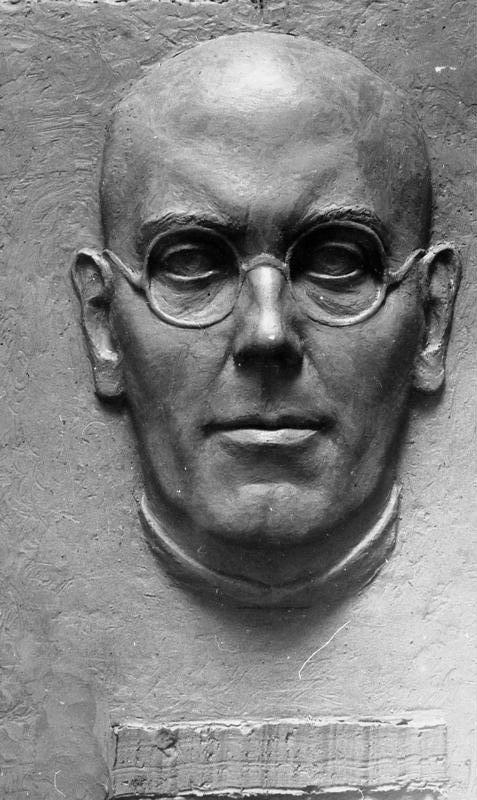
Relieve de Paul Ludwig Troost.

Paul Ludwig Troost (Elberfeld, Wuppertal, 17 de agosto de 1878 - Múnich, 21 de enero de 1934) fue un arquitecto alemán, el favorito de Adolf Hitler hasta la llegada de Albert Speer, quien se convirtió en su arquitecto de cabecera luego de la muerte de Troost, en 1934.
Desde sus inicios en el Partido Nacionalsocialista hasta su muerte, Troost diseñó varios edificios de gran relevancia por mandato directo de Hitler, el último los cuales fue la Casa del Arte Germano, o Haus der Kunst, en Múnich. También dirigió las obras de reforma de la nueva sede central del Partido Nazi, la Braunes Haus.  
Al poner la primera piedra de esta, Hitler tuvo un mal presagio, que le hizo creer por meses que algo le pasaría. La preocupación terminó cuando murió el arquitecto. 
Le sucedió Leonhard Gall, quien terminó el edificio, que fue inaugurado en 1937. 
Estuvo casado con la arquitecta nacionalsocialista Gerdy Troost (1904-2003) quien fungió como decoradora de interiores del Berghof y de las viviendas de otros jerarcas nazis.